# Moderate-Resolution Imaging Spectroradiometer
MODIS a bordo do Aqua

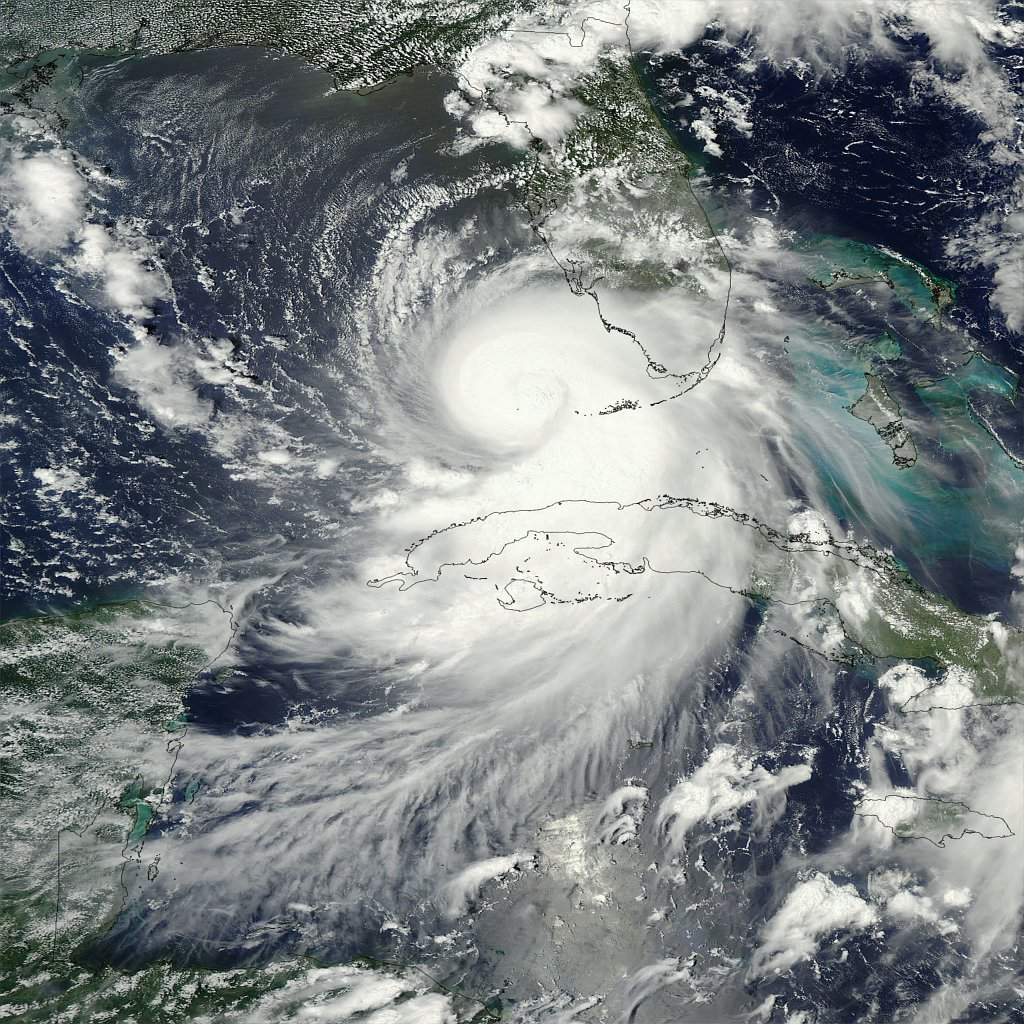
Furacão Katrina perto da península da Flórida

Moderate-Resolution Imaging Spectroradiometer (MODIS) é um instrumento científico lançado na órbita da Terra pela NASA em 1999 a bordo do satélite Terra (EOS AM), e em 2002 a bordo do satélite Aqua.

## Objetivos científicos
O MODIS deve avaliar:
- Temperatura da superfície (solo e oceano) e detecção de incêndio;
- Cor do oceano (sedimento, fitoplâncton);
- Mapas da vegetação global e detecção de mudanças;
- Características da nuvem;
- Concentrações de aerossóis;

## Funcionalidades
O instrumento de 274 kg capta dados em 36 faixas espectrais em comprimento de ondas a partir de 0,4 µm a 14,4 µm. Juntos os instrumentos mapeiam todo o planeta no prazo de uma a dois dias. São desenhados para prover medidas em grande escala da dinâmica global, incluindo mudanças na cobertura de nuvens da Terra, processos ocorrendo nos oceanos, na terra, e na atmosfera mais baixa.
O sensor possui um canal para detecção de nuvens do tipo cirrus, as quais acredita-se que contribuem para o aquecimento por refração de calor emitido pela superfície. MODIS permite também mapear área coberta por neve e gelo trazidos por uma tempestade de inverno e/ou temperaturas baixas.
As bandas do MODIS são sensitivas a incêndios; Elas podem distinguir chamas de brasas e fornecer estimativas melhores de uma quantidade de aerossóis e gases de fogo dispersos na atmosfera.